# The Kennel Murder Case
The Kennel Murder Case (Brasil: O Caso de Hilda Lake / Portugal: Morte no Canil) é um filme estadunidense de 1933, do gênero policial, dirigido por Michael Curtiz, com roteiro baseado no romance homônimo de S.S. Van Dine. 

## Sinopse
Um homem é encontrado morto em seu quarto, que estava trancado. Isto leva a crer que era um caso de suicídio, mas Philo Vance, o detetive, entende de outra forma. A autópsia mostra que ele tem ferimentos que tornam impossível o suicídio.
Philo Vance se defronta com um dos mais difíceis problemas de sua carreira de fino detetive.

## Elenco
| William Powell  | .... | Philo Vance              |
| Mary Astor      | .... | Hilda Lake               |
| Eugene Pallette | .... | sargento detetive Heath  |
| Ralph Morgan    | .... | Raymond Wrede            |
| Robert McWade   | .... | promotor público Markham |